# Stygobromus anastasiae
Stygobromus anastasiae is een vlokreeftensoort uit de familie van de Crangonyctidae. De wetenschappelijke naam van de soort is voor het eerst geldig gepubliceerd in 2010 door Sidorov, Holsinger & Takhteev.